# Karol Kacprzak
Karol Kacprzak – polski chemik, dr hab. nauk chemicznych, profesor nadzwyczajny Pracowni Chemii Bioorganicznej Wydziału Chemii Uniwersytetu im. Adama Mickiewicza w Poznaniu.

## Życiorys
W 1997 uzyskał tytuł magistra, natomiast 18 października 2002 obronił pracę doktorską pt. Diady i triady alkaloidów kory chinowej; nowe modele receptorów i katalizatorów, a 9 marca 2012 uzyskał stopień doktora habilitowanego nauk chemicznych na podstawie rozprawy zatytułowanej Nowe zastosowania alkaloidów kory chinowej do rozpoznania i różnicowania molekularnego.
Został zatrudniony na stanowisku adiunkta w Zakładzie Stereochemii Organicznej na  Wydziale Chemii Uniwersytetu im. Adama Mickiewicza w Poznaniu, a potem otrzymał nominację na profesora nadzwyczajnego w Pracowni Chemii Bioorganicznej Wydziału Chemii Uniwersytetu im. Adama Mickiewicza w Poznaniu.

## Wybrane publikacje
- 2001: Chiral C and Conformers of Aromatic Diimide Triads[1]
- 2005: Click Chemistry - czyżby rewolucja w syntezie organicznej?[1]
- 2005: Efficient One-Pot Synthesis of 1,2,3-Triazoles from Benzyl and Alkyl Halides[1]
- 2011: Simple and Practical Direct Asymmetric Aldol Reaction of Hydroxyacetone Catalyzed by 9-Amino Cinchona Alkaloid Tartrates[1]
- 2017: Activity of resveratrol triesters against primary acute lymphoblastic leukemia cells[1]